# Kroksjön (Tingsås socken, Småland)
Kroksjön är en sjö i Tingsryds kommun i Småland och ingår i Bräkneåns huvudavrinningsområde. Sjön är 0,6 meter djup, har en yta på 0,156 kvadratkilometer och är belägen 143 meter över havet.

## Delavrinningsområde
Kroksjön ingår i det delavrinningsområde (627186-145085) som SMHI kallar för Utloppet av Ygden. Medelhöjden är 144 meter över havet och ytan är 40,07 kvadratkilometer. Räknas de 7 avrinningsområdena uppströms in blir den ackumulerade arean 208,8 kvadratkilometer. Avrinningsområdets utflöde Bräkneån mynnar i havet. Avrinningsområdet består mestadels av skog (57 procent), öppen mark (11 procent) och jordbruk (12 procent). Avrinningsområdet har 4,97 kvadratkilometer vattenytor vilket ger det en sjöprocent på 12,4 procent.